# Gerard Huijsser
Gerardus Henricus Josephus Alphonsus (Gerard) Huijsser, ook bekend als Gerard Huysser (Amsterdam, 8 juni 1892 – Hilversum, 26 juli 1970) was een Nederlands schilder, tekenaar, pentekenaar, aquarellist, illustrator en ontwerper.

## Biografie
hij was zoon van Augustina Josephina Theresia Hubertina Routs en koopman Johan Franciscus Joseph Huijsser. Hijzelf was sinds 1941 getrouwd met illustratrice Nora Schnitzler.
Hij volgde van 1919 tot 1923 zijn opleiding bij de Kunstnijverheidsschool Quellinus Amsterdam en de Rijksakademie van beeldende kunsten, eveneens te Amsterdam.
Hij woonde tot 1911 in Amsterdam, daarna tot 1925 in Bloemendaal, daarna in Parijs en Algiers tot 1929, en de volgende twee jaar weer in Bloemendaal en in Tunis. Vervolgens woonde en werkte hij enige tijd in Haarlem en Istanbul. Vanaf 1941 woonde en werkte hij in Laren.
Hij was lid van: 
- Genootschap van beeldende kunstenaars Kunst zij ons doel (Heemstede)[1]
- Gooische Schildersvereniging
- Kunstenaarsvereniging Sint Lucas (Amsterdam)
- Federatie van Verenigingen van Beroeps Beeldende Kunstenaars (Amsterdam)
- Nederlands Kunstenaars Genootschap

In 1921 was hij winnaar van de Cohen-Gosschalk-prijs.
Na een vrij lang ziekbed overleed hij in juli 1970. Hij werd begraven op de Algemene Begraafplaats Laren.
- Biografisch Portaal: 67658832
- RKD-Nederlands Instituut voor Kunstgeschiedenis: 40418